# Apodemus speciosus
El gran ratón de campo japonés ( Apodemus speciosus ) es una especie de roedor nocturno de la familia Muridae. Es endémica de Japón.

## Distribución geográfica
La especie parece estar presente en todas las islas japonesas. Habita bosques, pastizales y campos de cultivo, incluidos los arrozales, a cualquier altitud. Aunque ocupan el mismo nicho ecológico amplio que Apodemus argenteus, las dos especies prefieren diferentes microhábitats: Apodemus argenteus prefiere un dosel denso, mientras que Apodemus argenteus prefiere bosques secundarios abiertos.